# Gustaaf Wappers
Egidius Karel Gustaaf baron Wappers (ook wel Egied Karel Gustaaf, Frans Egide Charles Gustave; Antwerpen, 23 augustus 1803 – Parijs, 6 december 1874), was een Belgisch historie-, genre- en portretschilder. Met Louis Gallait, Ernest Slingeneyer, Hendrik Leys en Antoine Wiertz behoort hij tot de top historieschilders uit de Belgische romantiek ook art pompier genoemd. Willem Herreyns (1743-1827) en Mathijs van Bree (1773-1839) leidden hem op aan de Antwerpse Academie voor Schone Kunsten. In 1832 werd hij er leerkracht en van 1840 was hij er directeur. In 1853 volgde zijn concurrent in de historie-schilderkunst Nicaise de Keyser hem op.

## Artistieke doorbraak
Na zijn studie in de Franse classicistische traditie in de stijl van Jacques-Louis David aan de Antwerpse Academie trok hij in 1826 voor een korte tijd naar Parijs waar de Romantiek haar hoogtepunt bereikte.
In de zoektocht naar een nieuw ideaal vonden kunstenaars en politici er elkaar. Hij maakte er kennis met het werk van Eugène Delacroix. Wappers werd de eerste Belgische kunstenaar die er zijn voordeel uit haalde. Als leider van een Antwerpse schildersgroep wilde hij het eigen verleden als inspiratie laten dienen en keerde zich tegen Matthijs van Bree, de directeur van de Antwerpse Academie. David-aanhanger Van Bree was in zijn ogen een verrader van de Vlaamse traditie à la Rubens. Wappers werd vaandeldrager van de romantische schilderkunst, die nauw verbonden is met het Belgisch nationaal gevoel.
In het Koninkrijk der Nederlanden van 1830, net voor de Belgische Revolutie, lanceerde hij op een Brusselse Salon de romantiek in de schilderkunst met zijn succesrijke "De zelfopoffering van burgemeester Van der Werff". Het stuk is nu in het Centraal Museum in Utrecht en verbeeldt een gebeurtenis uit de Tachtigjarige Oorlog in 1574. Burgemeester Van der Werff zou zijn lichaam aan de uitgehongerde burgers van Leiden aanbieden, om hen te overtuigen stand te houden tegen de belegeraar. Het qua onderwerp politiek getinte doek beïnvloedde de Belgische schilderkunst. Wappers werd door het Brusselse Hof ontboden en kreeg opdrachten.

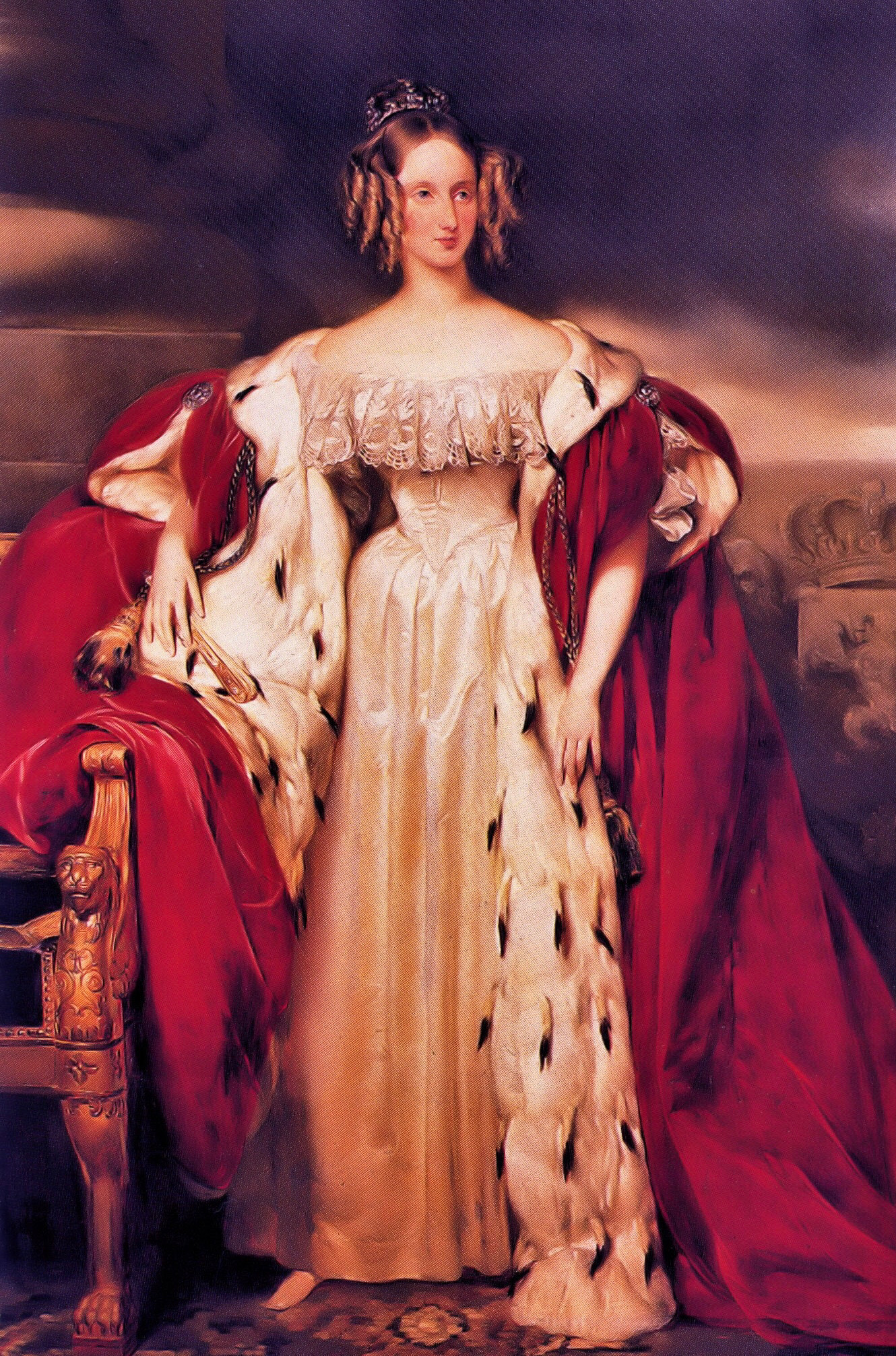
Koningin Louise van België

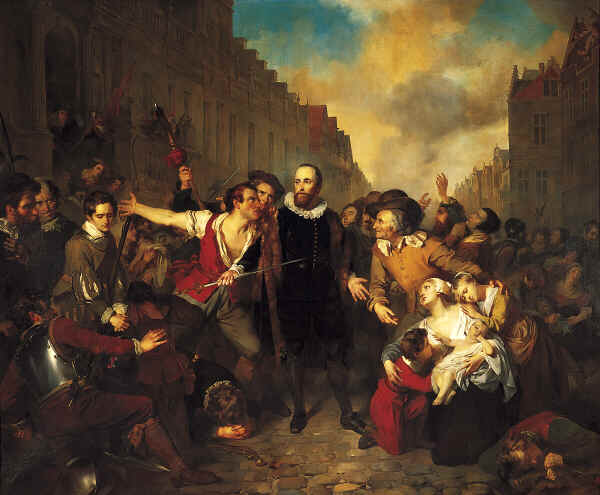
De zelfopoffering van burgemeester Van der Werff, 1829, Centraal Museum, Utrecht

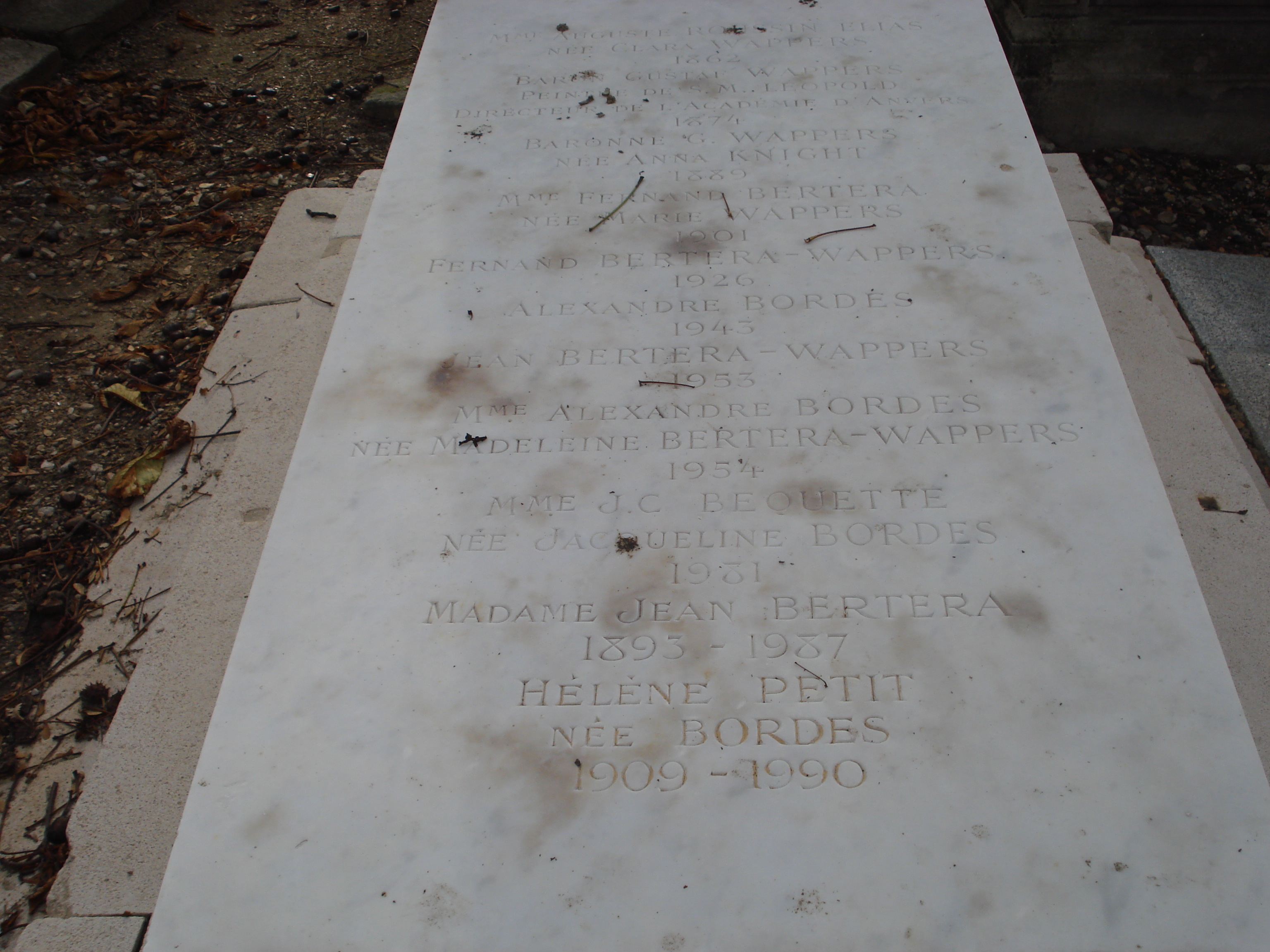
Graf op de begraafplaats Montmartre, 5e divisie

## De Septemberdagen van de Revolutie
In 1832 werd hij leraar aan de Antwerpse Academie voor Schone Kunsten. Hij versterkte zijn reputatie met het in 1835 door de nieuwe Belgische regering bestelde werk, De episode van de Septemberdagen van de Belgische Revolutie van 1830. Deze olieverf op doek (444 × 660 cm) hangt in het Museum voor Oude Kunst in Brussel. In een Rubensiaans coloriet en met veel warmte beeldde Wappers een fictief tafereel op de Grote Markt in Brussel uit. Het is geladen met personages, taferelen en gebeurtenissen waarin Wappers de recente revolutie en de onafhankelijkheid van de natie prijst. Inspiratie vond hij bij La liberté guidant le peuple van Eugène Delacroix, een tijdgenoot. In de dramatische compositie wijst de sterke diagonaal van links onder naar rechts boven en de piramidale vorm van de kluwen wild gebarende mensen naar het grote Belgische vaandel dat door geëxalteerde burgers en soldaten omhoog wordt gestoken.
De opdracht was de staat te verheerlijken en daarom bekroont de Belgische driekleur het streven van de onafhankelijkheidsstrijders. Het schilderij is gesitueerd net na de Belgische onafhankelijkheid. Ouders bewenen hun dode zoon, een revolutionair wil vechten maar zijn vrouw houdt hem tegen, een opstandeling toont de officiële verklaring 'Aan de burgers van Brussel!' van 24 september 1830, ondertekend door de leden van de Bestuurscommissie.
Naast figuranten uit alle lagen van de bevolking portretteerde Wappers sympathisanten van de revolutie en enkele personificaties van de nieuwe staat, zoals de toekomstige minister van Oorlog, generaal Chazal links op een paard. Verder schilderde hij enkele collega's van de Belgische school: Eugène Verboeckhoven, François Bossuet, Jozef Laurens Dyckmans en Ferdinand Lhérie. Wappers is er zelf ook bij: met een lans op de schouder wijst hij naar een kist met zijn initialen. Dit zelfportret toont zijn aanhankelijkheid aan de revolutie, legt zijn herinnering voor het nageslacht vast én eist het auteurschap op. Het onnatuurlijk licht wakkert de verbeelding aan: het gevoelsmatige, de opstandigheid, de overgevoeligheid en de verscheurdheid.
De theatrale enscenering benadrukt het roemrijke: overdreven gebaren tonen de vurige gevechten, de nu en dan pathetische gelaatsuitdrukkingen verwijzen naar de offers en het leed, de prijs voor de onafhankelijkheid.
Na het succes van de "Episode", werd Wappers hofschilder van Leopold I. In 1840 volgde hij zijn vroegere tegenstander, Matthijs van Bree op als directeur van de Antwerpse Academie. De machtspositie als 'cultuurpaus' wendde Wappers aan om de aan de grond geraakte Hendrik Conscience te steunen. Na zijn ontslag aan de academie in 1853 vestigde hij zich in Parijs, waar hij zijn succesvolle carrière als portretschilder afrondde. Hij werd er een vertrouweling van de Franse keizerlijke familie.
Passie is belangrijk in de romantiek en grijpt terug naar de barokstijl uit de 16e eeuw als inspiratie. De hoogtijdagen van de romantische stroming komen ongeveer overeen met de regeerperiode van koning Leopold I.

## Later werk
Wappers maakte talrijke werken waaronder de Graflegging van Christus, Karel I, koning van Engeland, op weg naar het schavot, Karel IX, Peter de Grote te Saardam en Boccaccio leest koningin Johanna van Napels de Decamerone voor. Koning Lodewijk Filips I van Frankrijk gaf hem een opdracht voor de decoratie van een galerij in het kasteel van Versailles. De verdediging van Rhodos door de heilige Johannes van Jeruzalem werd voltooid in 1844 toen de koning hem zijn baronstitel toekende. Na zijn ontslag als directeur aan de Antwerpse academie vestigde hij zich in 1853 in Parijs, waar hij twee decennia later overleed.

## Bibliografie

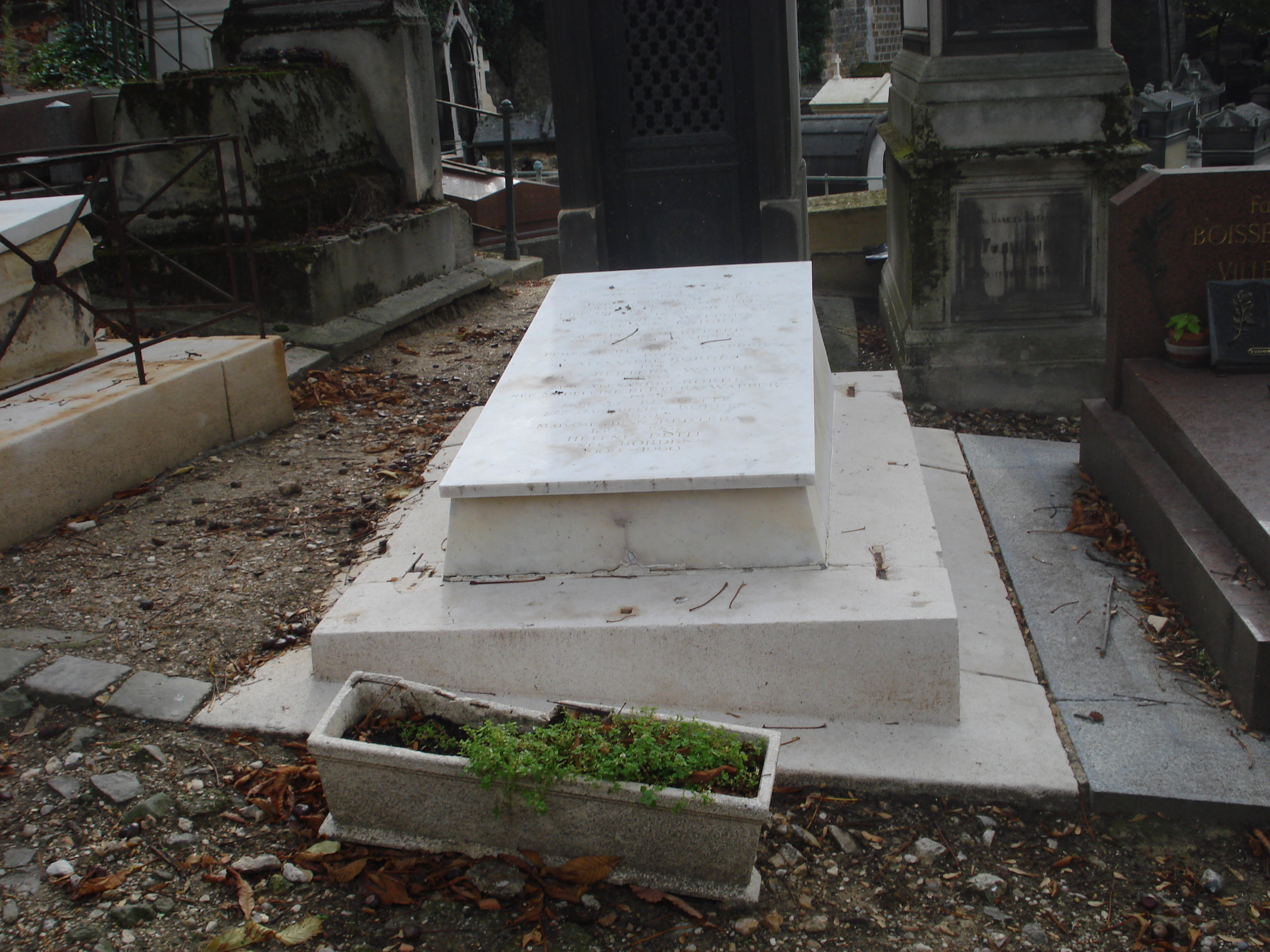
Graf op de begraafplaats Montmartre, 5e divisie, (avenue de Montebello)